# Sint-Annakerk (Ten Ede)
De Sint-Annakerk is een rooms-katholieke kerk in Ten Ede, een gehucht van de Belgische gemeente Wetteren. Het is een eenvoudige eenbeukige kerk met een transept, met op de kruising sedert 1892 een klokkentorentje.

## Kapel
In documenten van 1454 was reeds sprake van een kapel in Wetteren-Ten-Ede, die ten zuiden van de huidige kerk was gelegen. Deze Sint-Elooiskapel werd echter in 1628, toen de bisschop de inwoners van Ten Ede toestond ze op eigen kosten herop te bouwen, als ghedestrueerd (een ruïne geworden) betiteld, doch werd hersteld in 1688.
De gelovigen dienden echter op zondag wel de misviering bij te wonen in Wetteren, wat een reis (lopend en per veerboot) betekende van twee uur. Ook voor doopsels, huwelijken en begrafenissen diende men richting Wetteren te trekken. De slechte verbinding met de parochiekerk daar zorgde voor veel discussie tussen de inwoners van Ten Ede en de kerkelijke overheid.
Het vergde minstens twee eeuwen (van 1662 tot 1875) aan verzoekschriften en procedures voor er gehoor werd gegeven aan de wens van de inwoners om een zelfstandige parochie te worden met een eigen pastoor. In 1799, tijdens de Franse Tijd in België, mocht men ook voor en rond de kerk begraven in plaats van daarvoor naar Wetteren te moeten; een jaar eerder was aan de kerk een proost toegewezen, die er in een huis kon wonen dat in 1816 door Frans-Bernard Huyttens aan de proosdij werd geschonken. In 1893 werd dit verbouwd tot de huidige pastorie.

## Kerk
In 1750 begon men aan de bouw van de kerk; voor de bouw schonk de Gentse schepen Frans Willaeys zijn ten zuiden van de kapel gelegen stuk grond, dat bekend stond als de capellebocht, terwijl hij ook een achtste deel van de kosten op zich nam. De kerk werd op 7 oktober 1753 ingewijd door bisschop van der Noot. Een onderpastoor uit Wetteren kwam nadien de zondagsmissen opdragen. In 1756 werd de vraag herhaald om Ten Ede te verheffen tot parochie. Het was pas in 1863 dat Theodoor Dufour tot de eerste residerende priester werd benoemd. In 1875 werd Ten Ede uiteindelijk een parochie, ze telde een 1300-tal inwoners.
Boven de westelijke ingang staat een 18e-eeuws stenen beeld van Sint-Anna te Drieën. Het hoofdaltaar en de twee biechtstoelen dateren uit de tweede helft van de 18e eeuw. In de kerk hangen twee schilderijen uit de 16e eeuw: Emmaüs (een vrij zeldzaam onderwerp in de West-Europese schilderkunst) en Boodschap aan Maria, terwijl er ook drie afkomstig zijn uit de 17e-eeuwse Vlaamse school: Sint-Franciscus van Assisi ontvangt Jezuskind uit de handen van Onze-Lieve-Vrouw, Jezuskind verschijnt aan Sint-Antonius van Padua en Onze-Lieve-Vrouw met Kind door Engelen verheerlijkt. Boven het hoofdaltaar hangt een schilderij uit de 19e eeuw van Joseph Paelinck, voorstellende de opvoeding van Maria door Anna. Twee zijaltaren van gemarmerd hout zijn uit 1650-1670, de preekstoel uit ca. 1750.
Het oksaal met de balustrade dateren uit 1661; In het eiken houtsnijwerk van de orgelkast staat het jaartal 1666 vermeld. Het orgel dateert uit 1750-1780; dit betreft waarschijnlijk het door de Fransen uit de Gentse Baudelokapel geroofde exemplaar (waarop Mozart in 1765, bij zijn bezoek aan die stad, gespeeld had). Het werd in het laatste kwart van de 18e eeuw volledig gerenoveerd door de Gentse orgelbouwersfamilie Van Peteghem.
In de 19e eeuw wwerden heel wat uitgaven gedaan ter verfraaiing van de kerk. De klok werd in 1858 geschonken door het echtpaar D'Haenens en in Leuven gegoten door Severinus van Aerschot; ze draagt de naam van Maria Faustina.
De huidige kruisweg in halfverheven beeldhouwwerk werd in 1902 gemaakt door Aloïs De Beule. De klokketoren werd in 2003 vernieuwd naar het model van de oude.
Aan de kerk passeren verschillende wandel-, loop- en fietsroutes.
De kerk is beschermd sinds 2005, het orgel is beschermd sinds 1980.
In 1798 moest de eerste proost, Christoffel de Tollenaere, na enkele maanden vanwege de Franse inval onderduiken; in zijn plaats kwam Simoen-Jozef Cannaert. Volgende proosten waren: De Graeve (1814), Burms (1820), Drubbel (1828), Van de Velde (1831) en Bertrand (1858).
De priesters die er pastoor waren:
- Theodoor Dufour (vanaf 1863 als kapelaan, vanaf 1875 als pastoor)
- Lodewijk Moroy (1887)
- Ivo Botteldoorn (van 24 mei 1901 tot 30 mei 1905)
- Karel Van Hauwermeiren (1906)
- Franciscus Van de Velde (1923)
- Leopold Van Goethem (1928)
- Firmin Gabriels (23 november 1934)
- Prosper De Bruyne (1944)
- Jozef Sonneville (1951)
- Marcel Kohn (1962)
- Marcel Roelants (1968)
- Pierre Van Damme (1981).
- Geert C. Leenknegt (2003): pastoor van zowel Laarne als Ten Ede
- Yvan Stassijns (2014 - heden): deken en pastoor van Wetteren, Laarne en Ten Ede